# Ragazzina
Ragazzina è il quarto album in studio del cantante italiano Mauro Nardi, pubblicato nel 1982 dalla Visco Disc.

## Tracce
1. Ragazzina – 4:30 (A. Moxedano - A. Visco)
2. Stasera – 2:53 (V. Polverino - L. Finizio)
3. Pe n'ammore – 2:49 (G. Cuomo - G. Ricci)
4. Frittura all'italiana – 2:29 (A. Moxedano - A. Visco)
5. Nun e' cchiu ammore – 3:24 (G. Cuomo - G. Ricci)
6. Te vurria – 3:36 (A. Casaburi - G. Bevilacqua)
7. Addio – 3:35 (A. Casaburi - G. Belilacqua)
8. Te voglio mbraccio a me – 2:52 (V. Polverino - L. Finizio)
9. E si nun te 'ncuntravo – 4:22 (G. Arrichiello - G. Ricci)
10. Tiritititti – 2:20 (G. Arrichiello - G. Ricci)
11. Fermate nu mumento – 3:33 (Franzese - Finizio)
12. Quel popo' di donna – 2:57 (A. Moxedano - L. Finizio)